# Elizabeth Mrema
Elizabeth Maruma Mrema née le 5 janvier 1957 est une avocate tanzanienne engagée pour la biodiversité, basée à Montréal au Canada, et nommée secrétaire exécutive de la Convention sur la diversité biologique des Nations unies (CDB) en 2020,. 
Elle est la première femme africaine à occuper ce poste. Elle a précédemment occupé de nombreux postes de direction au sein du Programme des Nations unies pour l'environnement.

## Éducation
Mrema a obtenu un baccalauréat en droit de l'Université de Dar es Salam en Tanzanie, suivi d'une maîtrise en droit de l'Université Dalhousie à Halifax, au Canada et d'un diplôme de troisième cycle en relations internationales et diplomatie du Centre des relations étrangères et de la diplomatie de Dar es Salam, Tanzanie.

## Carrière
Avant de commencer à travailler avec le Programme des Nations unies pour l'environnement (PNUE), Mrema a travaillé pour le ministère tanzanien des affaires étrangères et de la coopération internationale, en tant que conseiller juridique principal. Elle a également enseigné le droit international public et la diplomatie de conférence au Centre tanzanien des relations étrangères et de la diplomatie.
De 2009 à 2012, elle a travaillé dans des organisations basées à Bonn, en Allemagne. En 2009, elle a été nommée Secrétaire exécutive par intérim du PNUE/ASCOBANS (Accord sur la conservation des petits cétacés de la mer Baltique, de l'Atlantique du Nord-Est, d'Irlande et du Nord), Secrétaire exécutive du PNUE/Secrétariat de la Convention sur la conservation des Espèces migratrices d'animaux sauvages (CMS) et Secrétaire exécutive par intérim de l'Accord PNUE/Gorilles.
Depuis 2012, elle occupe le poste de directrice adjointe de la Division des écosystèmes au Programme des Nations unies pour l'environnement. À ce poste, elle était chargée de superviser la coordination, les opérations et la prestation des programmes de l'organisation. Elle a ensuite été nommée directrice de la division juridique du PNUE en juin 2014. En 2018, elle a également occupé le poste de directrice par intérim de la division des services corporatifs. En novembre 2019, Mrema a occupé un poste intérimaire en tant que responsable du secrétariat de la CDB. À partir de décembre 2019, elle a occupé le poste de secrétaire exécutive par intérim du secrétariat de la Convention sur la diversité biologique des Nations unies (CDB). En juillet 2020, il a été annoncé qu'elle serait nommée secrétaire exécutive.
Elizabeth Maruma Mrema était directrice de la Division juridique et travaille avec le PNUE depuis plus de deux décennies.

## Autre travail professionnel
En plus des rôles de leadership, Mrema est conférencière pro bono à l'université de Nairobi - Faculté de droit, et a précédemment donné des cours pro bono à l'Organisation internationale de droit du développement (IDLO), Rome, Italie .
Elle a publié de nombreux articles sur le droit international de l'environnement et élaboré des manuels et des lignes directrices influents pour les accords multilatéraux sur l'environnement ainsi que sur d'autres sujets liés au droit de l'environnement.

## Honneurs et récompenses
En 2007, elle a reçu le tout premier prix du meilleur gestionnaire de l'année à l'échelle du PNUE (le prix du personnel baobab du PNUE) "pour ses performances exceptionnelles et son dévouement à la réalisation des objectifs du PNUE".
En 2021, la Commission mondiale du droit de l'environnement de l'Union internationale pour la conservation de la nature (UICN / WCEL), en collaboration avec le Programme des Nations unies pour l'environnement (PNUE), a décerné à Elizabeth le prix Nicholas Robinson pour l'excellence en droit de l'environnement.